# Individualismul metodologic
Individualismul metodologic este un principiu filosofic care susține că înțelegerea și explicarea dinamicii de ansamblu a unei comunități (sau societăți) este acceptabilă doar în măsura în care elementele fundamentale (ireductibile) luate în considerare sunt deciziile individuale (ale indivizilor).
Susținătorii principiului individualismului metodologic consideră că acesta este neutru din punctul de vedere al unei anumite viziuni politice sau ideologii. De asemenea, aceștia insistă asupra faptului că, individualismul metodologic nu trebuie confundat cu un sistem de valori în sens individualist.

## Originea individualismului metodologic
Metoda individualismului metodologic a fost utilizată în texte clasice ale filosofiei politice și sociale occidentale încă de la începuturile epocii moderne. Exemple de asemenea lucrări ar putea fi considerate: Leviathanul lui Thomas Hobbes sau Avuția Națiunilor  a lui Adam Smith, etc.
Cu toate acestea, individualismul metodologic a fost tratat (în mod explicit) pentru prima dată ca principiu metodologic de către Max Weber, în primul capitol din "Economy and Society".

## Domenii de aplicare
Individualismul metodologic este aplicat ca și principiu metodologic standard în majoritatea științelor sociale, de la economie (fiind un principiu de bază în teoria economică neoclasică), la sociologie (ex: Jon Elster).

## Individualism metodologic vs. Holism metodologic
Principiul individualismului metodologic este contestat de cei care susțin holismul metodologic. 
Susținătorii holismului metodologic resping ideea că este posibilă o explicație a dinamicii sociale, exclusiv pe baza deciziilor individuale. 
Holismul metodologic este în primul rând susținut de :
- funcționalismul (în antropologie);
- diverse tipuri de sociobiologie;
- explicațiile culturale evoluționiste;
- practicanții psihanalizei (și alte forme de hermeneutică abisală);
- orice formă de generalizare fundamentată exclusiv pe analize statistice.